# 向原インターチェンジ
向原インターチェンジ（むかいはらインターチェンジ）は、広島県安芸高田市にある東広島高田道路（向原吉田道路）のインターチェンジである。

## 道路
東広島高田道路（向原吉田道路）

## 接続する道路
広島県道29号吉田豊栄線

## 沿革
- 2025年（令和7年）5月25日：向原IC - 吉田ICの開通に伴い供用開始[1]
- 未定（事業中[2][3]）：安芸高田市向原町戸島 - 向原IC間の開通

## 周辺
- 向原駅（JR芸備線）
- 安芸高田市向原支所

## 隣
安芸高田市向原町戸島（事業中）- 向原IC - 吉田IC